# Carlos Muñoz (actor uruguayo)
Carlos Muñoz (Rivera, Uruguay, 7 de febrero de 1924 – Buenos Aires, Argentina, 27 de octubre de 1992) fue un actor y director de teatro uruguayo de extensa carrera en su país y en Argentina. Desde los 13 años hasta su fallecimiento trabajó con continuidad en radio, teatro, cine y televisión, primero en su país natal y después en Argentina. Formó parte del elenco fundador de la Comedia Nacional de Uruguay y, a comienzos de la década de 1960 se radicó en Argentina, donde continuó su actividad.

## Carrera profesional en Uruguay

### Teatro
Inició su carrera actoral a los 13 años en su país natal en el teatro estudiantil y perteneció al elenco fundador de la Comedia Nacional de Uruguay en 1947. Hasta 1952 actuó en ese ámbito bajo la dirección de prestigiosas figuras como Orestes Caviglia, Armando Discépolo, Esteban Serrador y Margarita Xirgu. Al año siguiente fundó la Compañía Florencio Sánchez, que fue la primera cooperativa profesional de teatro, y como director y actor presentó con éxito hasta 1960 un promedio de cuatro obras importantes por temporada. Entre ellas pueden citarse: El amante complaciente, Arsénico y encaje antiguo, Demanda contra desconocidos,  El décimo hombre y Lluvia.
El Teatro Libre de Montevideo lo designó director invitado y entre las obras que dirigió allí se encuentran La cuadratura del círculo, El tiempo y los Conway y Vestir al desnudo. Posteriormente pasó a ejercer la dirección de la Comedia Nacional en la que presentó, entre otras, Yo estuve aquí otra vez y M'hijo el dotor.

### Actividad en radio
A los 28 años ya dirigía su propia compañía radioteatral, primero en Radio Monumental y luego en otras emisoras. Trabajó en el Departamento Cultural del United State Information Service integrando el elenco artístico además de ejercer su dirección en varias temporadas. Fue premiado por la Voz de América por su realización de El hombre del Camino, de L. Fletcher. En el Servicio Oficial de Difusión Radioeléctrica fue director de montaje de radioteatro.

### Televisión
Fue uno de los primeros directores de la televisión de su país, después de realizar cursos de especialización.

## Actividad en Argentina
A partir de 1962 continuó su carrera en Argentina y se presentó con la Compañía Rioplatense con 12 hombres en pugna. A continuación trabajó como primer actor en la compañía de Luisa Vehil y en 1964 se incorporó a la Comedia Nacional Argentina.
Se recuerda su participación en la obra El Caballero de las Espuelas de Oro en el Teatro General San Martín, en la versión argentina de Amadeus de Peter Shaffer encarnando a Salieri, y en La noche de Oscar Wilde, un unipersonal sobre la vida de Oscar Wilde.

### Cine
Se inició en cine con Primero yo (1964) y se destacó especialmente en  El familiar (1972), Juan Moreira (1973) en el papel del Dr. Marañón y en La Patagonia rebelde (1974) personificando a Don Bernardo, y Camila (1984) como Monseñor Elortondo.

## Premios
En Uruguay fue galardonado con el premio Casa del Teatro del Uruguay por la dirección de la obra Proceso a Jesús, recibió el Premio de la Crítica por su interpretación en 12 hombres en pugna y el Premio Círculo de la Prensa por el papel cumplido en El motín del Caine. Durante su carrera en Argentina fue galardonado con cuatro premios Martín Fierro y un premio Molière.

## Filmografía
Actor
- Bésame mortalmente (1990) … Padre de Sara
- La virgen gaucha (1987)
- Otra historia de amor (1986)
- La Rosales (1984)
- Los tigres de la memoria (1984) … Coronel
- Camila (1984) … Monseñor Elortondo
- Fiebre amarilla (1981) … Dr. Amadeo Vélez
- Comandos azules en acción (1980) … Falso científico
- Las locas (1977) … Mariano
- Así es la vida (1977) … Maestro
- No hay que aflojarle a la vida (1975)
- Los orilleros (1975)
- La flor de la mafia (1974) … Dr. Villasoro
- Operación Rosa Rosa (1974) … Profesor Handersen
- La Madre María (1974)
- La Patagonia rebelde (1974) … Don Bernardo
- Juan Moreira (1973) … Dr. Marañón
- El familiar (1972)
- Mi amigo Luis (1972)
- Nino (1972)
- Heroína (1972)
- Simplemente una rosa (1971)
- Los mochileros (1970)
- Muchacho (1970)
- Gitano (1970)
- Blum (1969)
- Primero yo (1964)